# San Andrés Yahuitlalpan
San Andrés Yahuitlalpan är en ort i Mexiko.   Den ligger i kommunen Zautla och delstaten Puebla, i den sydöstra delen av landet, 150 km öster om huvudstaden Mexico City. San Andrés Yahuitlalpan ligger 2 034 meter över havet och antalet invånare är 1 019.
Terrängen runt San Andrés Yahuitlalpan är huvudsakligen kuperad, men norrut är den bergig. San Andrés Yahuitlalpan ligger nere i en dal. Runt San Andrés Yahuitlalpan är det ganska tätbefolkat, med 65 invånare per kvadratkilometer. Närmaste större samhälle är San Miguel Tenextatiloyan, 14,1 km öster om San Andrés Yahuitlalpan. I omgivningarna runt San Andrés Yahuitlalpan växer huvudsakligen savannskog.